# Temple de la Lune (Pékin)
Pour les articles homonymes, voir Huaca de la Luna.
Le temple de la Lune (chinois simplifié : 月坛 ; chinois traditionnel : 月壇 ; pinyin : yuètán) est un autel situé à Fuchengmen, dans le district de Xicheng, à l'Ouest de Pékin. L'autel fut construit en 1530 sous la dynastie Ming pour le sacrifice annuel effectué par l'empereur de Chine en l'honneur de la lune. Le temple de la lune est un parc public depuis sa reconversion en 1955[réf. nécessaire].

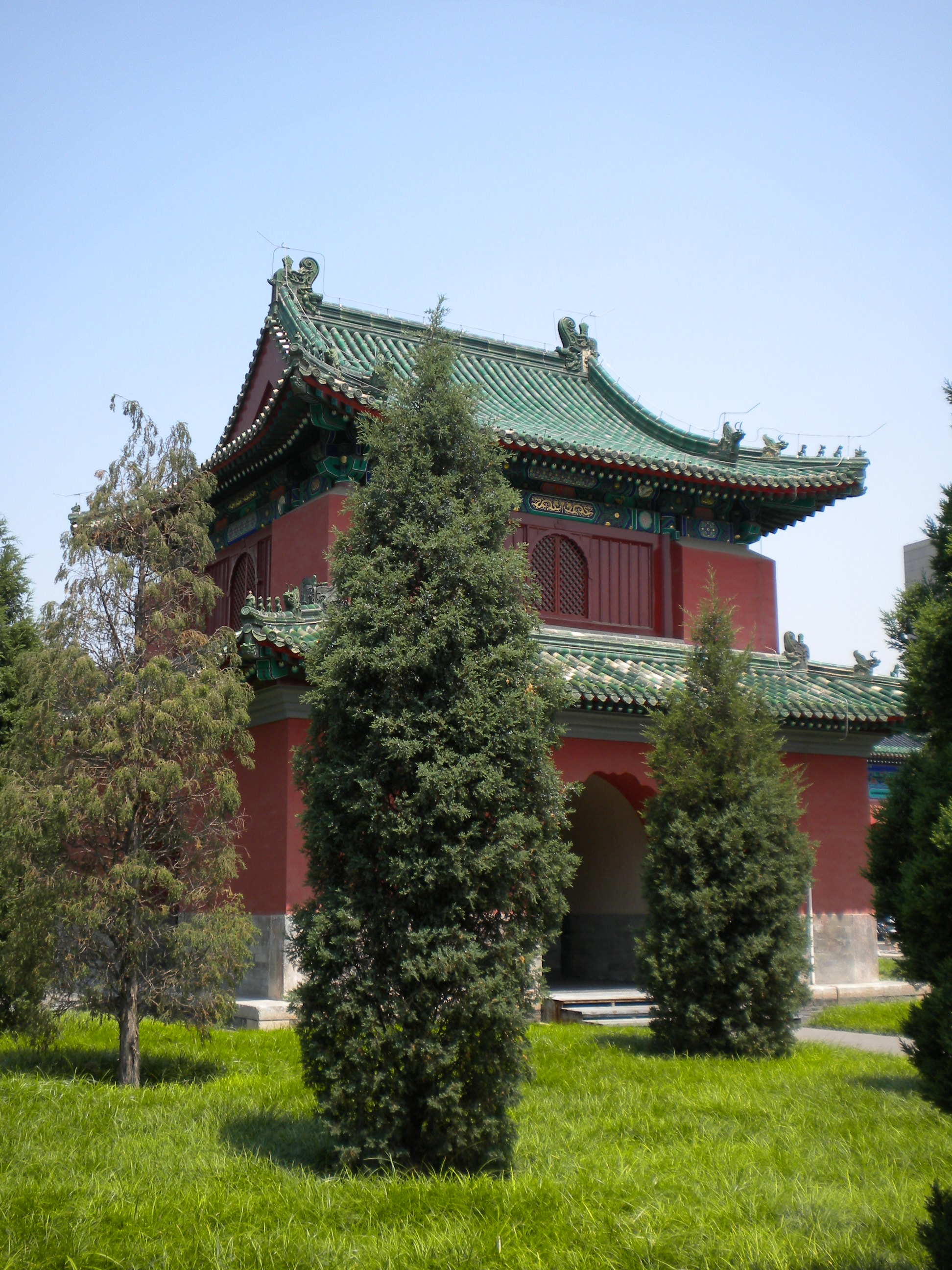
La Tour de la cloche du temple de la lune

Situé à l'Ouest de la cité interdite, en dehors des anciennes fortifications de Pékin, il est avec le temple du Ciel au Sud, le temple de la Terre au Nord, et le temple du Soleil, à l'ouest, tous situés dans des jardins portant leur nom, un des quatre principaux temples de l'aire impériale.

## Histoire
Après le transfert de la capitale des Ming de Nankin vers Pékin, les sacrifices au Ciel et à la Terre, au Soleil et à la Lune, se sont d'abord déroulés dans le temple du Ciel (Tiantan) en une « cérémonie associée » (heji 合祭). Il faut donc attendre l'année 1530 pour que, conformément aux réformes de l'empereur Jiajing, le Ciel, la Terre, le Soleil et la Lune fassent à nouveau l'objet d'un culte séparé. Les deux dernières dynasties y pratiquaient leurs sacrifices à l’équinoxe d’automne à l’heure hai (de 21 heures à 23 heures), sacrifices à la déesse de la clarté nocturne, aux vingt-huit loges lunaires, aux cinq éléments (bois, feu, terre, métal et eau) ainsi qu’à tous les astres du ciel. Ce genre de sacrifices à la divinité lunaire existerait depuis le règne de Qin Shihuang (premier empereur historique de la Chine).
Si la région du golfe de Bohai (au Shandong) étaient notamment consacrés au culte de la lune, le temple de Pékin est le seul d'une certaine taille à avoir été conservé. Après la chute de la dernière dynastie impériale, et la création de la république de Chine (1912-1949), le Temple de la Lune connut un déclin progressif avant que les arbres du parc furent détruits lors de l'occupation japonaise. Les murs et l'autel furent détruits pendant la révolution culturelle.